# Tomás Morales (beisbolista)
Tomas Gregorio Morales Bermúdez (nacido en Río Salado, Güiria, Venezuela, el 30 de julio de 1991), es un beisbolista profesional Venezolano que juega en la posición de Receptor, en la Liga Venezolana de Béisbol Profesional, juega con el equipo Leones del Caracas.

## Carrera en el béisbol
Tomas Morales, no ha hecho debut en la Liga Venezolana de Béisbol Profesional, pero ha jugado con las afiliaciones de Piratas de Pittsburgh

### 2011
El 23 de julio de 2011 debutó con VSL Pirates de la Liga de Verano de Venezuela (Venezuelan Summer League)

### 2012
Para el año 2012 jugó en la Liga de Verano Dominicana (Dominican Summer League) para dos equipos el DSL Pirates 2 y DSL Pirates 1.

### 2013
En el 2013 juega en dos ligas, la Liga de Verano Dominicana (Dominican Summer League) con DSL Pirates 1 y luego en la Liga de la Costa del Golfo (Gulf Coast League) con GCL Pirates.

### 2014 y 2015
En estas dos temporadas, juega con Bristol Pirates de la Liga de los Apalaches (Appalachian League).

### 2016
Para esta temporada jugaría para tres ligas y tres equipos, el 10 de abril de es subido a A+ de la Liga del Estado de Florida (Florida State League) con Bradenton Marauders, el 21 de junio es subido a AAA de la Liga Internacional (International League) con Indianapolis Indians y el 7 de julio colabora en AA de la Liga del Este (Eastern League) con Altoona Curve.